# Synode de Birr
Le synode de Birr, qui s'est tenu à Birr dans l'actuel comté d'Offaly, en Irlande en 697 est une assemblée d'hommes d'Église et de notables séculiers. C'est à cette occasion qu'est promulgué le célèbre Cáin Adomnáin (en), c'est-à-dire « la Loi des Innocents »; ce qui a permis de sauvegarder la liste des garants de la loi et de fournir quelques informations sur la tenue du synode.

## Historique
On estime que l'assemblée de Birr a été convoquée par Adomnan, abbé d'Iona, et son parent l'Ard ri Erenn, Loingsech mac Óengusso. 
Monastère associé à saint Brendan de Birr, Birr est situé de manière significative à la limite entre les domaines Uí Néill dominant le Leth Cuinn, la moitié nord de l'Irlande, et la moitié sud le Leth Moga, où règnent les Eóganachta rois de Munster. En 827 il sert de lieu pour un  rígdal, une rencontre de rois, entre l'Ard ri Erenn Uí Néill Conchobar mac Donnchada et le puissant roi Eóganachta Feidlimid mac Crimthain. Il représente sans doute une sorte de territoire neutre où les rois rivaux et les clercs du nord et du sud peuvent se rencontrer sans perdre la face. Birr se trouve dans le domaine d'Éile.
Parmi les hommes d'Église présents ou ayant envoyé des représentants on trouve Flann Febla, évêque d'Armagh et héritier spirituel de Patrick d'Irlande, l'abbé d'Emly, chef du centre religieux des Eóganachta, d'autres évêques et abbés, hommes savants comme Muirchu moccu Machtheni (en), auteur de la vie de saint Patrick, et, venant de Bretagne l'évêque picte Curetán, ainsi qu'Adomnán et l'évêque Coeddi, venant tous deux d'Iona. Outre de nombreux rois d'Irlande, plusieurs princes signent les statuts de synode : Eochaid nepos Domnaill et Fiannamail ua Dúnchada du Dal Riada, Brude mac Der Ilei des Pictes.

## Sources
- (en) Charles-Edwards, T. M., Early Christian Ireland.Cambridge: Cambridge University Press, 2000.  (ISBN 0-521-36395-0)
- (en) Sharpe, Richard, Adomnán of Iona: Life of St Columba.Harmondsworth: Penguin, 1995.  (ISBN 0-14-044462-9)
- (en) Alfred P. Smyth, Warlords and Holy Men: Scotland AD 80–1000. Londres, E. J. Arnold, 1984.  (ISBN 0-7486-0100-7)